# Канон (музична форма)
Кано́н (грец. κανών — брусок; прут; лінійка; правило, норма) — поліфонічна музична форма, у якій всі голоси виконують мелодію провідного голосу, вступаючи за чергою. Перший голос називається пропо́стою (P), решта голосів, що імітують пропосту — риспо́стою (R). Імітація може бути як точною, так і перетвореною за певними правилами. Складність написання канону полягає в тому, що при накладенні пропости і риспост, багатоголосне звучання канону повинно зберігати благозвучність.

## Історія
Слово «канон» стало використовуватися для позначення музичної форми тільки в XVI столітті. Перші відомі англійські канони датуються ХІІІ століттям (наприклад, «Sumer Is Icumen In» — «Літній канон»); канони у великій кількості писали в Італії в XIV столітті, використовуючи для них термін caccia, а також використали їх у французьких шансонах. В епоху франко-фламандської школи (1430—1550) форма канону розвилася далі, а сучасні правила твору канонів сформувалися у композиторів римської школи. У цей час форма канону досягла найвищого розвитку. Великої уваги канону приділяли Жоскен Депре, Йоганнес Окегем (якому приписують 36-голосний канон «Deo gratias»), Дж. Палестрина у інші. Вершиною мистецтва канону вважається творчість Й. С. Баха, особливо його «Музичне приношення».
З другої половини XVIII століття, коли на зміну поліфонії приходить гомофонно-гармонічне викладення, канон втрачає свою популярність. У XX столітті інтерес до канону відродив Арнольд Шенберг, використовуючи дванадцятитонову техніку.

## Типи канонів
Канони можуть розрізнятися
- за кількістю голосів,
- інтервалом між першими нотами пропости й риспости,
- наявністю оберненого або зворотного руху голосів,
- часовим інтервалом між вступами голосів,
- темпом проведення риспост

### Простий та складні канони

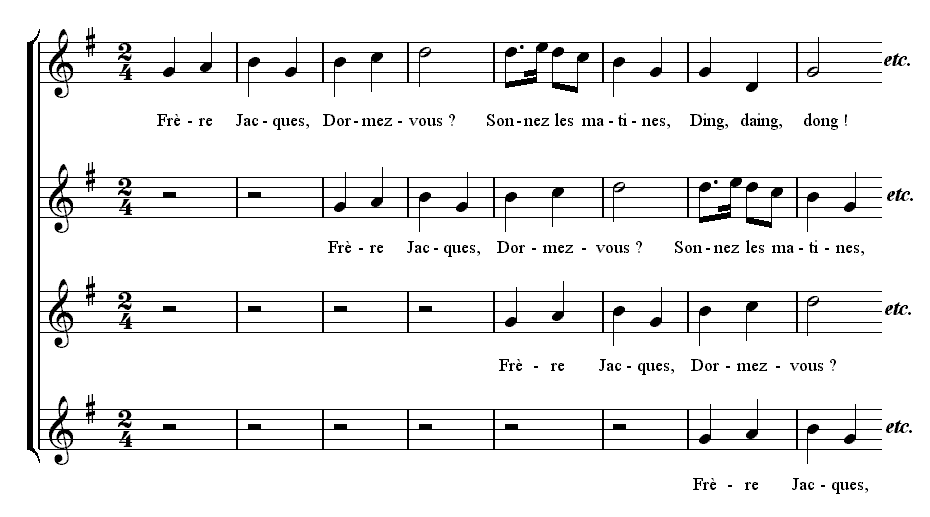
Простий чотириголосний канон «Frère Jacques»: кожен голос вступає на два такти пізніше попереднього у прямому русі в тій же тональності

Канон може бути написаним на одну мелодію — в цьому разі він називається простим, або на кілька мелодій — в залежності від їх кількості канон може бути подвійним або потрійним каноном.

### Звуковисотний інтервал вступу голосів
Голоси канону можуть вступати в різні інтервали. Якщо цей інтервал відрізняється від прими чи октави, канон називають інтервальним. При цьому однак, для утримання канону в рамках заданої тональності, інтервали можуть змінювати свою якість (наприклад великі замінюватися малими, а чисті — зменшеними або збільшеними чи навпаки) — в цьому разі канон називається діатоні́чним. Якщо інтервали збігаються в точності, канон називають точним.

### Обернений та зворотний канони
Голоси можуть проводитися як у прямому русі, так і оберненому (обернений канон), зворотному (ракоході, ракохо́дний канон), або зворотному оберненому русі.

### Збільшені та зменшені канони
Риспоста може бути розтягнутою або стисненою по відношенню в часі по відношенню до пропости. Такі канони називають мензуральними. Як правило, риспоста може гратися удвічі повільніше за риспосту, в цьому випадку канон називають збільшеним (лат. canon per augmentationem), або вдвічі швидше — в цьому випадку канон називають зменшеним (лат. canon per diminutionem).
Технічно мензуральні канони найскладніші для написання. Такі канони у великій кількості писали в епоху Відродження, особливо наприкінці XV — початку XVI століть; Окегем написав цілу месу (Missa Prolationum), кожна частина якої є мензуральним каноном.

### Нескінчені та спіральні канони
Нескінче́нним (лат. canon perpetuus) називається канон, кінець якого плавно переходить у початок, тобто такий, котрий можна грати нескінченно довго. При цьому мелодія наприкінці може виявлятися в тій же тональності, у якій вона почалася, або змодулювати в іншу тональність — в цьому разі канон називається спіра́льним (лат. canon  per tonos).